# Micromya
Micromya is een muggengeslacht uit de familie van de galmuggen (Cecidomyiidae).

## Soorten
- M. johannseni (Felt, 1911)
- M. lucorum Rondani, 1840
- M. mana Pritchard, 1947